# 虻田町

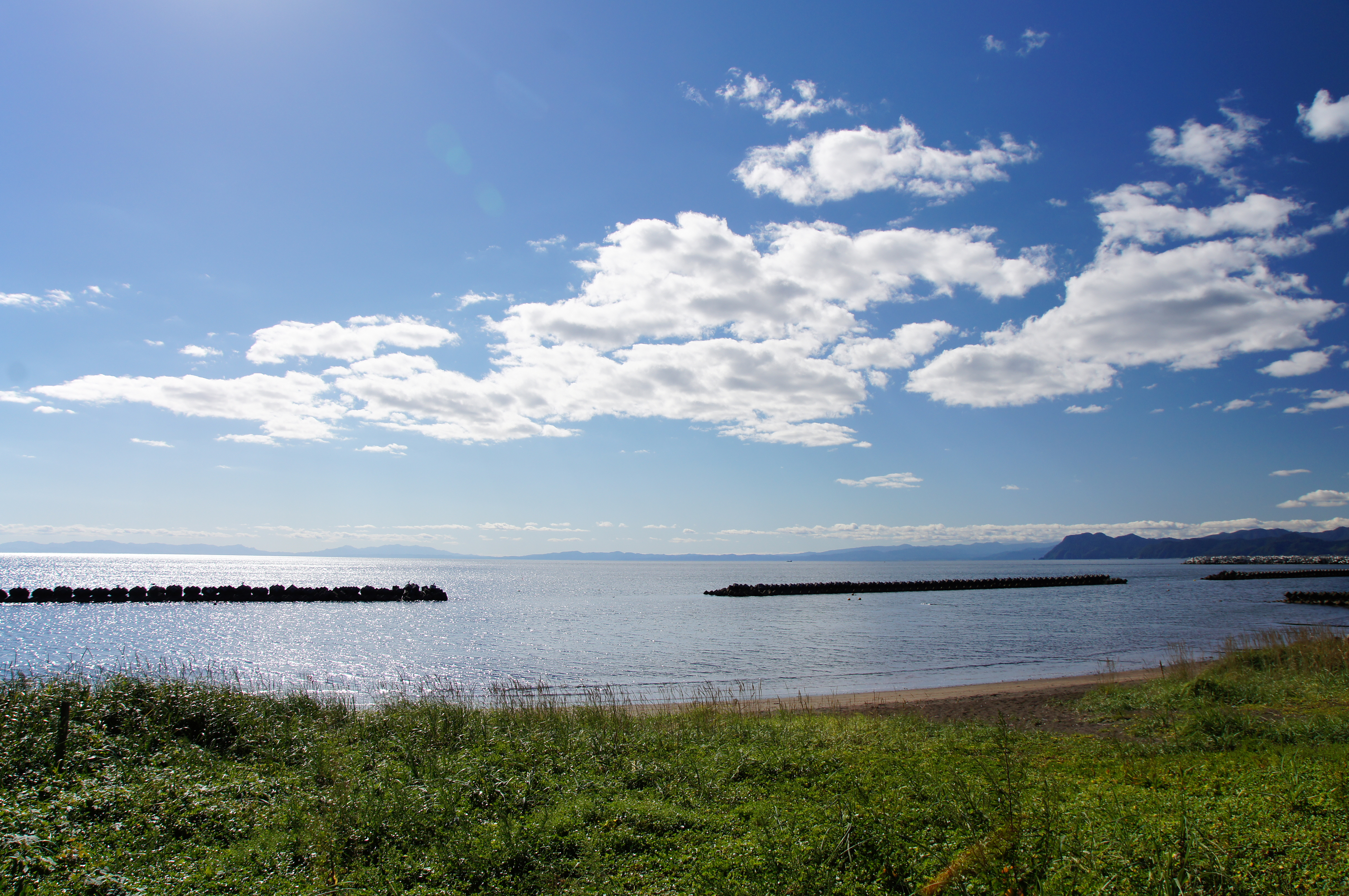
虻田の海岸

虻田町（あぶたちょう）は、北海道南西部、胆振支庁管内虻田郡にあった町。
噴火湾（内浦湾）と洞爺湖に挟まれた場所にあった。洞爺湖岸には洞爺湖温泉があり、東の壮瞥町にある有珠山、昭和新山観光の拠点としての役割も担う道内有数の観光地であった。
本項では、2006年（平成18年）3月27日の虻田町廃止時点での情報を記載する。

## 地理
胆振支庁西部にあり、内浦湾北岸に位置する。長万部と室蘭のほぼ中間にあり、これらを結ぶ道央自動車道、国道37号、JR室蘭本線などが海岸沿いを通っている。また、札幌から中山峠を越える中山国道（国道230号の一部）の終点にもあたり、重要な交通拠点となっている。
町の西部は洞爺湖のカルデラ壁から続く斜面が海へと迫り海食崖をなすなど地形は険しく、ここを通る道路・鉄道は多くのトンネルを出入りする。
南部は赤川や板谷川が生み出した平地となっており、砂浜の海岸を持つ。洞爺駅や役場のある栄町はこの平地の北西部、赤川右岸にある。虻田町南端から伊達市有珠町にかけては、噴火湾では珍しい出入りの激しい海岸線がある。これは約7,000年前の有珠山の爆発による噴出物が海にせり出して作られた地形で、岬状に突出した部分の影に虻田漁港が作られている。
北東部の洞爺湖に面した地域との間には急峻なカルデラ壁があり、ここを越える国道230号は大きく蛇行しながら湖岸へと降りていく。湖南岸の洞爺湖温泉は1910年の有珠山の火山活動後に発見された温泉で、大型ホテルが多くある。西岸の月浦地区、その西の高台にある花和地区、そして隣接する洞爺村・豊浦町にかけては牧場が点在する。
洞爺湖は洞爺カルデラ内にできたほぼ円形の湖で、中央にある中島の最高点を中心に虻田町・洞爺村・壮瞥町に三分されており、虻田町の領域となるのは南西の4分の1弱、弁天島全域と中島・観音島の一部を含む部分である。洞爺湖は海との距離が近い割には湖面標高が約84mと高い。このため中心市街にほど近い青葉町まで導水パイプを敷設し、高低差を利用した水力発電（出力19,500kW）が行われている。
気候は海洋性で冬でも温暖、積雪も少ない。
- 山: 小有珠 (557m)、三角山 (310m)
- 河川: 板谷川（二級河川）、トコタン川（準用河川）、赤川、入江川、ホロナイ川、小花井川
- 湖沼: 洞爺湖

### 隣接していた自治体
- 胆振支庁 : 伊達市、壮瞥町、洞爺村、豊浦町

## 地名の由来
「アブタ」とは、永田方正著『北海道蝦夷語地名解』（1891年）ではアイヌ語の「アプタペッ」が語源で「鉤ヲ作リタル川」（釣り針を作る川）の意としている。また『北海道駅名の起源』（1950年）ではアイヌ語の「ハプタウシ」が語源で「いつもウバユリの球根を掘るところ」の意とする説を載せている。

## 歴史
先史時代
南部の入江地区の高台には入江貝塚・高砂貝塚（国の史跡）があり、縄文時代からこの地区に集落があったことを物語る。この貝塚には貝が少なく、海獣や魚の骨が多く出土する。また、埋葬されたと見られる人骨も多く発見されている。
「アブタ」という地名は、古くは1704年（宝永元年）の廻国僧正光空念の記録に「あふた」として見える。また空念は「あぶた村おとな」（アブタ集落の長）として「ヤいれんが」という人名を記録している。他の史料では函館市中央図書館所蔵『松前蝦夷図』に「アフタ」、1727年（享保12年）成立の『松前西東在郷並蝦夷地所附』には「あふた」、1739年頃（元文4年頃）成立の『蝦夷商賈聞書』には「アブタ」と記録されている。
アブタ・コタン
この地区の集落が登場する最初の文献は津軽藩の正史である『津軽一統志』で、シャクシャインが蜂起した1669年（寛文9年）のものである。この中で虻田は旧称である「おこたらへ」と記されており、翌年に津軽藩士・則田安右衛門が記した『寛文拾年狄蜂起集書』では14-15軒のアイヌの家があると書かれている。
松前藩の支配下に入ったアブタ・コタンにはアブタ場所が置かれた。「場所」とは松前藩が家臣にアイヌとの交易権を与えた知行地のことである。アブタ場所には他にレブンゲ、オプケシ、ベンベ、フレナイの各コタンがあり、アブタ・コタンはこれらからなる地域の中心集落であったようだ。アブタ場所で取引された海産物にはコンブ、ニシン、干し鮭、イリコ（干しナマコ）などがあった。特にイリコは江戸末期には中国へ輸出されており、蝦夷産は美味として珍重されたという。
有珠・虻田牧場と有珠山の文政噴火
虻田に和人の定住が見られるのは、1799年（寛政11年）に幕府が蝦夷地を仮直轄として以降のことである。蝦夷奉行の戸川安論が蝦夷産馬の性質の良さを気に入り、これを殖やすための直轄牧場開設を幕府に進言し、有珠・虻田牧場がこの地に建設された。3頭の雄馬と9頭の雌馬をもって開場したのは1805年（文化2年）のことである（このとき建立された馬頭観音碑が入江地区に現存しており、道指定有形文化財になっている）。この牧場の牧士頭取となる村田卯五郎は、1800年（寛政12年）に虻田で定住をはじめており、虻田町ではこの年をもって開基としている。
まだ道路整備もままならず、険しい地形の多い蝦夷地では、馬は非常に重要な移動手段であった。有珠・虻田牧場は蝦夷地各地に馬を供給する役割を担った。繁殖や買い入れにより開場からわずか4年の1809年には馬は147頭に増えた。さらに後になると4箇所に牧場を持ち、馬の数は1000頭を超えるようになる。
蝦夷地が松前藩の管轄に戻された翌年、1822年（文政5年）に有珠山が噴火した。火砕流を伴う大規模なもので、ふもとのアブタ・コタンを焼き尽くした。村田卯五郎や場所請負人・和田屋茂兵衛らの和人、そして多くのアイヌ人が犠牲となった。現在の入江地区にあったアブタ・コタンは「トコタン」、つまり廃村とされ、虻田市街の方へ移住を余儀なくされた。
有珠・虻田牧場もまた2,500頭近くまで増えていた馬のうち1,400頭余りを失う大被害を受けた。しかし残った馬により牧場は存続され、1870年（明治3年）まで馬の供給と改良を行った。
明治の虻田
明治に入ると蝦夷地は開拓使の管轄下に置かれ北海道と名を変えたが、当初のうちは一部の地域を旧藩や寺社などに分領支配させていた。虻田は1869年より約1年間、庄内藩（改称して大泉藩）の支配下に入り、1871年には伊達以南を支配していた旧亘理藩（仙台藩の支藩）藩主・伊達藤五郎邦成の領地となった。翌年ようやく開拓使室蘭出張所の管轄下に置かれ、西紋鼈戸長役場に属した。虻田に虻田郡各村戸長役場がおかれ、西紋鼈戸長役場より分離独立したのは1880年のことである。
当時の虻田村はほぼ現在の虻田郡全体にあたる広い地域であったが、明治30年前後から羊蹄山麓で開拓により集落ができるにつれ、これらを徐々に分村していくことになる（沿革の項を参照）。このころの虻田市街は内陸部に入植する開拓者達の中継地として、あるいは開拓に必要な物資の集散地として急速な発展をした。
有珠山の噴火
町の東方にそびえる有珠山は日本で最も活発な火山の一つであり、近年では25年から50年という周期で大規模な噴火を繰り返している。その至近にある虻田は何度も噴火による被害を受けてきた。江戸時代には前述した1822年の文政噴火のほか、1663年（寛文3年）、1769年（明和6年）、1853年（嘉永6年）に火砕流を伴う噴火活動があり、そのたびに死傷者を出した。
1910年（明治43年）の噴火では水蒸気爆発と泥流が発生し死亡者が出た。虻田町と壮瞥町の境では地殻変動が起こり、四十三（よそみ）山（昭和新山の形成後は、「明治新山」の名も定着した。）が形成された。大きな被害を生んだこの噴火であったが、洞爺湖岸に温泉を湧出させ、虻田発展の契機を作ることとなる。1977年の活動では山麓に北海道大学有珠火山観測所が開設され、これ以降有珠山の火山活動に関する多くのデータを収集していった。
この成果が出たのが2000年噴火である。3月31日13時10分、有珠山西麓で大規模なマグマ水蒸気爆発が発生し軽石を伴う火山灰を噴出、噴煙は高度3,200mにまで達した。その後も新たな火口を形成しながら爆発を繰り返した。しかし3月27日から群発地震が発生していた時点で有珠火山観測所などによって数日中の噴火が予知され、29日までにほとんどの住民の避難が終わっていたために死傷者はゼロであった。噴火時期・噴火場所に至るまでこれほど正確な予知が行われた例は稀である。
だがこの噴火での虻田町の被害は小さくなかった。火口に近い洞爺湖温泉町を中心に噴石や地殻変動の被害を受けた。地割れは海岸に近い中心市街にまで達し、道路や鉄道も寸断された。全町にわたり避難指示が出されたため、役場の機能も隣接する豊浦町に一時移したほどであった。しかし同年7月には、有珠山からの空振音の鳴るなかで洞爺湖温泉の営業が一部再開されるなど、復興は比較的早かった。火口を見学する散策路が設けられるなど、逆に噴火を観光に生かす試みもなされている。
洞爺湖温泉
洞爺湖温泉は比較的歴史の浅い温泉で、1917年6月に発見された。壮瞥町の三松正夫、杉山春巳、安西岩吉の一行が虻田鉱山見学の帰途、西丸山近くの湖岸から湯気が出ているのを発見し、掘削してみたところ熱水が噴き出した。1910年の有珠山噴火の影響でここへの湧出が始まったとみられる。三松らは翌月に道庁から利用許可を受け、秋には竜湖館という温泉宿を始めており、これが洞爺湖の温泉旅館第一号ということになる。
1928年に国鉄長輪線（現在の室蘭本線）が全通、翌年虻田駅（現在の洞爺駅）と洞爺湖畔との間に洞爺湖電気鉄道が開通（1941年に廃止）すると、洞爺湖温泉は多くの宿の並ぶ温泉街となった。世は1929年から世界恐慌に突入したが、温泉の発展はこれを乗り切る原動力となった。
1944年の有珠山の活動で出現した昭和新山は、第二次世界大戦後に新たな観光地となった。また1949年には一帯が支笏洞爺国立公園に指定され「洞爺」の知名度が上がったこともあり、洞爺湖温泉はさらに多くの観光客を集めるようになる。虻田は戦後の不況期をまたも温泉に救われることとなった。
1982年からは連夜花火を打ち上げるロングラン花火大会が始まり、温泉の新たな名物となった。有珠山の至近にあり、1977年、2000年の噴火では物理的な損害のみならず、観光客の減少による営業的な損害も非常に大きかったが、洞爺湖温泉の人気は衰えず、虻田町の経済を牽引し続けている。

### 沿革
- 1880年 虻田村に虻田郡各村戸長役場を設置。虻田村・振苗村・弁辺村・礼文村を管轄。
- 1882年 振苗村を併合。
- 1893年 倶知安村（現在の倶知安町、京極町）を分村。
- 1897年 真狩村（現在の真狩村、留寿都村、ニセコ町、喜茂別町）を分村。
- 1902年 虻田村・弁辺村組合役場設置。二級町村制施行し、虻田村が発足。
- 1909年 弁辺村（現在の豊浦町）を分離して虻田村役場を設置。
- 1920年 洞爺村を分村。
- 1938年
  - 4月1日 一級町村制施行。
  - 10月1日 町制施行し虻田町となる。
- 2006年3月27日 虻田町と洞爺村が新設合併し、洞爺湖町が成立。これにより虻田町は廃止された。

## 行政
隣接する豊浦町、洞爺村と法定合併協議会を設け主要な協議を終えていたが、2005年2月に行われた住民投票で合併反対の多かった豊浦町が離脱した。これを受けて虻田町・洞爺村の2町村での合併を目指すことになり、2005年3月に合併協定書に調印、各町村議会での議決、知事への申請も終えた。合併期日は2006年3月27日で、新町名は「洞爺湖町」（とうやこちょう）となる。
虻田町役場
〒094-5692 北海道虻田郡虻田町字栄町58番地
洞爺湖温泉町に洞爺湖温泉支所が設置されている。

### 歴代首長
戸長
1. 佐瀬最中 （1880年3月18日 - 1889年2月16日）
2. 山岡昌仲 （1889年2月16日 - 1890年）
3. 浅羽正短 （1890年4月 - 1891年11月25日）
4. 井口正道 （1891年12月2日 - 1892年11月15日）
5. 伊藤達 （1892年11月19日 - 1896年）
6. 間下信近 （1896年 - 1898年9月15日）
7. 佐藤儀七郎 （1898年9月15日 - 1900年7月11日）
8. 村田倉之助 （1900年7月3日 - 1900年10月31日）
9. 手代木茂篤 （1900年11月 - 1901年3月31日）

村長
1. 手代木茂篤 （1901年4月1日 - 1904年2月29日）
2. 大野石助 （1904年2月29日 - 1904年5月28日）
3. 阿部雄貞 （1904年7月25日 - 1906年12月8日）
4. 武井友諒 （1906年12月8日、着任せず）
5. 志賀兼治 （1906年12月 - 1910年4月1日）
6. 須佐美優 （1910年4月1日 - 1911年9月19日）
7. 早坂四方吉 （1911年9月19日 - 1914年5月29日）
8. 高橋吉治 （1914年5月29日 - 1916年2月22日）
9. 森谷秀一郎 （1916年2月22日 - 1921年8月16日）
10. 志水平五郎 （1921年10月4日 - 1923年10月30日）
11. 高田健吾 （1923年12月11日 - 1925年12月2日）
12. 水野裕之 （1925年12月15日 - 1930年5月15日）
13. 河村虎雄 （1930年6月6日 - 1933年4月17日）
14. 桑原清之助 （1933年4月26日、着任せず）
15. 那須嘉市 （1933年5月8日 - 1938年9月30日）

町長
1. 那須嘉市 （1938年10月1日 - 1946年11月7日）
2. 黒木竹一 （1947年4月5日 - 1954年12月12日）
3. 那須嘉市 （1954年12月12日 - 1962年5月17日）
4. 常盤志郎 （1962年6月18日 - 1966年6月16日）
5. 横山勉 （1966年6月17日 - 1974年6月16日）
6. 岡村正吉 （1974年6月17日 - 1998年6月17日）
7. 長崎良夫 （1998年6月17日 - 2006年3月27日）

## 経済

### 産業
2000年国勢調査によると産業別人口比率は第1次産業8.1%、第2次産業23.0%、第3次産業68.8%となっており、第3次産業の比率が高い都市型の産業構成になっている。特に洞爺湖温泉を中心とした観光関連産業への依存度が大きく、サービス業や小売業の就業者が多くなっている。
農林水産業
虻田町の農業は酪農・畜産・野菜・花卉・稲作・いも類など産物は多彩であるが、総産出額は小さい。林業は行われない。漁業は虻田漁港でほたて、さけ、たらなどが水揚げされる。洞爺湖での漁業は非常に小規模。
鉱業
虻田鉱山は褐鉄鉱の鉱山で、1892年に黒田雄橘により発見され、1905年に採掘が開始された。その鉱石は室蘭の製鉄所へと供給されていたが、1947年に休山した。1955年に新たに硫化鉄の鉱床が見つかり再開されたが、1971年に埋蔵量の減少と品質低下により閉山した。
工業
工業生産はそのほとんどが食料品製造業によるものである。化学、金属、機械などの重工業は見られない。明治後半から亜麻製線、昆布を原料としたヨード製造などの工場が置かれていたが、いずれも1960年代までに姿を消した。

## 姉妹都市・提携都市
- 箱根町 （神奈川県）
  - 1964年7月4日姉妹都市提携

## 地域

### 人口
国勢調査人口の推移
| 1925年: | 3,852  |
| 1930年: | 4,664  |
| 1935年: | 5,280  |
| 1940年: | 6,024  |
| 1947年: | 8,427  |
| 1950年: | 9,065  |
| 1955年: | 9,966  |
| 1960年: | 11,248 |
| 1965年: | 12,834 |
| 1970年: | 13,292 |
| 1975年: | 12,899 |
| 1980年: | 11,915 |
| 1985年: | 11,445 |
| 1990年: | 10,699 |
| 1995年: | 10,536 |
| 2000年: | 8,352  |

### 教育
高等学校
- 北海道虻田高等学校（道立）

中学校
- 2校（虻田、洞爺湖温泉）

小学校
- 3校（虻田、洞爺湖温泉、花和）

## 交通

### 空港
新千歳空港（千歳市・苫小牧市）が最も近い。道央自動車道利用で約110km。JRの特急を利用すると1時間半ほど。

### 鉄道路線
北海道旅客鉄道
- 室蘭本線 : 洞爺駅

札幌駅と函館駅を結ぶ特急列車が停車、両駅からの所要時間はいずれも約1時間半。洞爺駅から洞爺湖温泉街まではバスで約20分。

### バス
- 道南バス

### 道路
高速道路
- 道央自動車道 : 虻田洞爺湖インターチェンジ
  - 札幌インターチェンジから約140km

一般国道
- 国道37号 : 長万部町から約45km、室蘭市から約35km
- 国道230号 : 札幌市から約95km

北海道道
- 北海道道2号洞爺湖登別線
- 北海道道285号豊浦洞爺線
- 北海道道578号洞爺虻田線

道の駅
- あぷた（入江地区）

### 船舶
- 洞爺湖汽船の観光遊覧船が洞爺湖温泉街と中島を結んでいる。

## 名所・旧跡・観光スポット・祭事・催事
名所・旧跡
- 洞爺湖温泉
- 火山科学館（洞爺湖温泉町地区）
- 西山火口散策路（泉地区）
  - 展望台からは2000年の有珠山噴火でできた新しい火口を間近に見ることができる。
- 洞爺湖森林博物館（中島）
- 入江貝塚公園（入江地区）
- とうや湖ぐるっと彫刻公園（壮瞥町・洞爺村にまたがる洞爺湖岸）

催事
- 洞爺湖ロングラン花火大会
  - 洞爺湖温泉街近くの湖上で、4月28日から10月31日までの毎日20時45分より開催。
- 洞爺湖マラソン（5月）

## 出身有名人
- 平山晃哉（アクリル装飾、野猿のボーカル。洞爺湖温泉観光親善大使も務めた）